# ぼけ封じ近畿十楽観音霊場
ぼけ封じ近畿十楽観音霊場（ぼけふうじきんきじゅうらくかんのんれいじょう）は、観音巡礼の一つ。ぼけ封じの御利益があるという観音菩薩を祀る近畿の寺院からなる観音霊場。霊場本尊は全て同じデザインの「ぼけ封じ観音立像」となっている。
前身は、弘法大師入定1,150年記念として1984年（昭和59年）に開創された「西日本ぼけ封じ観音霊場」である。近畿から九州にまで文字通り西日本に札所寺院が広がる大規模な霊場であったが、その後、各地方の霊場が独立していった。その過程で、近畿ではこの十楽観音霊場が誕生した。

## 霊場一覧
| 番 | 山名     | 寺名                   | 宗派・寺格     | 所在地                                     |
| -- | -------- | ---------------------- | -------------- | ------------------------------------------ |
| 1  | 新那智山 | 今熊野観音寺           | 真言宗泉涌寺派 | 京都府京都市東山区泉涌寺山内町32           |
| 2  | 瑞応山   | 大報恩寺（千本釈迦堂） | 真言宗智山派   | 京都府京都市上京区七本松通今出川上ル溝前町 |
| 3  | 恵解山   | 勝龍寺                 | 真言三宝宗     | 京都府長岡京市勝竜寺19-25                  |
| 4  | 岩間山   | 正法寺（岩間寺）       | 真言宗醍醐派   | 滋賀県大津市石山内畑町82                   |
| 5  | 秋葉山   | 玉桂寺                 | 高野山真言宗   | 滋賀県甲賀市信楽町勅使891                  |
| 6  | 補陀洛山 | 総持寺                 | 高野山真言宗   | 大阪府茨木市総持寺町1丁目6-1               |
| 7  | 佳木山   | 太融寺                 | 高野山真言宗   | 大阪府大阪市北区太融寺町3-7                |
| 8  | 再度山   | 大龍寺                 | 東寺真言宗     | 兵庫県神戸市中央区再度山1                  |
| 9  | 日蔵山   | 七宝寺                 | 高野山真言宗   | 兵庫県神崎郡神河町大山10                   |
| 10 | 愛宕山   | 常瀧寺                 | 高野山真言宗   | 兵庫県丹波市青垣町大名草481                |